# Національний музей математики (США)
Національний музей математики або MoMath  - це музей, присвячений математиці в Манхеттені, штат Нью-Йорк .   Він відкрився 15 грудня 2012 року. Розташований на 11-й Східній 26-й вулиці між П'ятою та Медісон-авеню, навпроти парку Медісон-сквер у районі Номад Це єдиний музей, присвячений математиці в Північній Америці  і тут представлено понад тридцять інтерактивних експонатів.   Місія музею - "покращити розуміння та сприйняття математики громадськістю".  Музей відомий спеціальним триколісним велосипедом з квадратними колесами, який плавно пересуваєтьсяна поверхні контактної мережі . 

## Історія
У 2006 році Музей Гудро на Лонг-Айленді, на той час єдиний музей у США який був присвячений математиці, зачинився.  У відповідь на це, група під керівництвом засновника та колишнього генерального директора Глена Уітні зібралася, щоб дослідити можливість відкриття нового музею. У 2009 році вони затвердили статут в Департаменті освіти штату Нью-Йорк  і зібрали понад 22 мільйони доларів менш ніж за чотири роки для цілей майбутнього музею. 
З цього фонду  було орендовано 1800 м2   приміщень у Будинку Годдарда, за адресою Східна 26-а вулиця 11-13, що знаходиться в історичному районі Медісон-сквер . Незважаючи на спротив архітектурним планам у місцевій громаді,  дозвіл на будівництво було надано муніципальними органами.

## Програми
- Math Midway (математична алея) - це виставка інтерактивних експонатів на основі математики. Експонати включають триколісний  велосипед, який плавно подорожує по хвилястій циклоїдальній доріжці; Вогняне кільце, яке використовує лазери для перетину тривимірних об’єктів двовимірною площиною для виявлення цікавих форм; і "подрібнювач функцій органу", який дозволяє користувачам створювати власні математичні функції та бачити результати. [12]  У 2016 році виставка Math Midway була продана Науковому центру Сінгапуру .
- Math Midway 2 Go (MM2GO) є основним елементом Math Midway. MM2GO включає шість найпопулярніших виставок Math Midway. MM2GO почав їздити на наукові фестивалі, школи, громадські центри та бібліотеки з восени 2012 року [13]
- Math Encounters (математичні випадкові зустрічі) - щомісячна серія зустрічей зі спікерами, яка відбувається під патронатом Музею математики та Фонда Саймона . [14] Спочатку лекції проходили в коледжі Барух на Манхеттені в першу середу кожного місяця, але з березня 2013 року вони переїхали до центру відвідувачів MoMath. Щомісяця для читання лекції запрошується інший математик.
- Family Fridays (Сімейні п’ятниці) розпочались з квітня 2014 року і проходять раз на місяць. MoMath та американська телевізійна компанія Time Warner Cable ініціювали надання безкоштовних математичних лекцій малозабезпеченим сім'ям у вигляді циклу передач з новими заходами та презентаціями щомісяця. [15] У 2017 році спонсорство взяла на себе компанія Two Sigma.

## Експонати

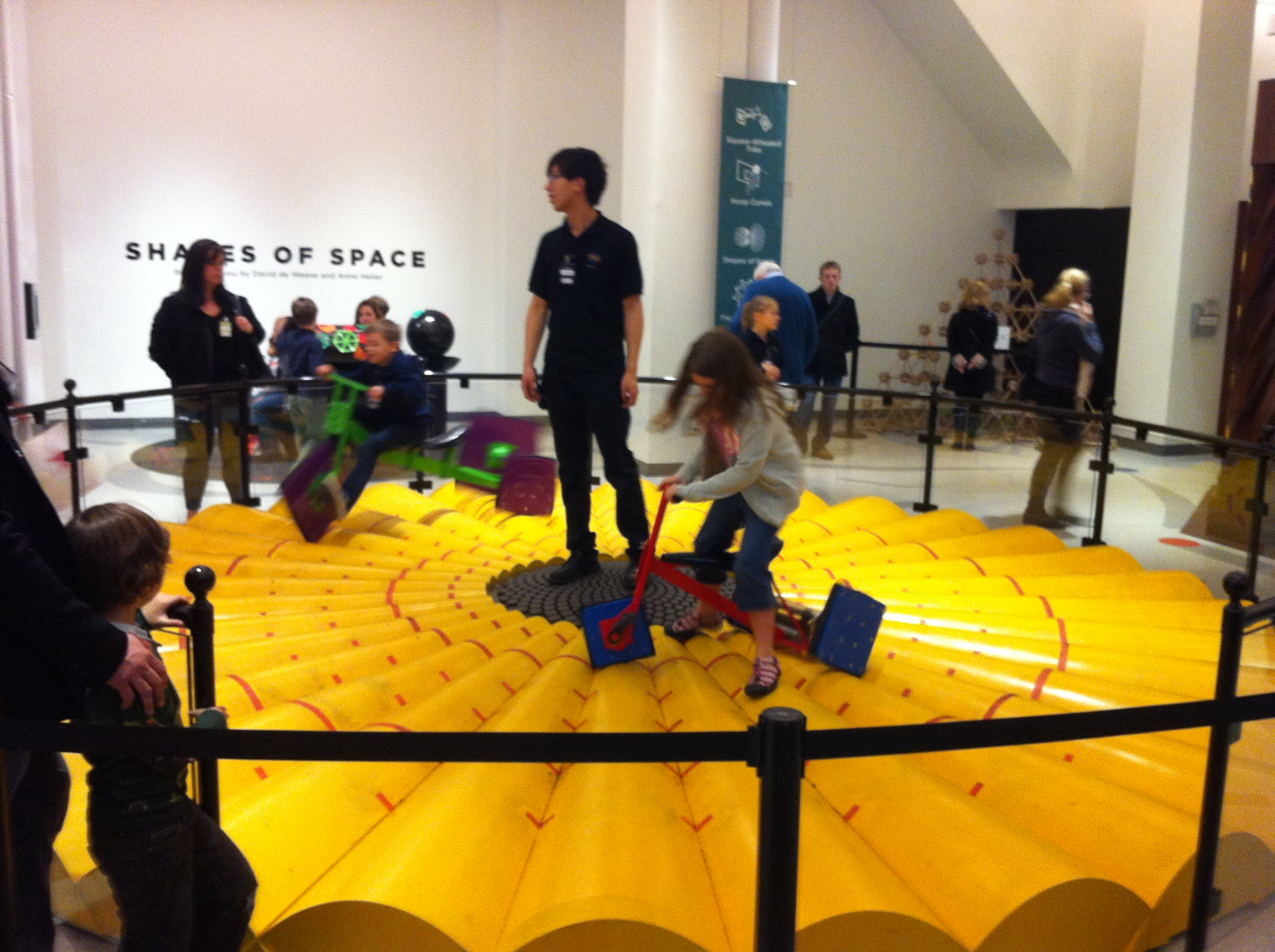
Квадратні триколісні велосипеди на MoMath

У жовтні 2016 року було відкрито виставку під назвою The Insides of Things: The Art of Miguel Berrocal (Внутрішній світ речей:Мистецтво від Мігеля Беррокаля), де представлена колекція скульптур-пазлів іспанського художника Мігеля Ортіса Беррокаля (1933-2006), подарована покійним Самуелем Сенсіпером. Кожну скульптуру можна розібрати на дрібні взаємозв’язані шматочки, виявивши з часом невелику прикрасу або інший сюрприз. 

## Спеціальна посада для професора математики
2 серпня 2018 року MoMath оголосив про створення посади Завідуючого кафедри з публічного розповсюдження математики. Першим одержувачем цієї посади був названий професор з Принстону та володар медалі "Філдс" Манджул Бхаргава . 

## Дивитися також
- Mathematica: A World of Numbers ... and Beyond - класична виставка математичних понять, організована Рей і Чарльзом Імзами
- Науковий туризм